# Tramlijn 2 (Mulhouse)
Lijn 2 van de tram van Mulhouse is een tramlijn in de agglomeratie van de Franse stad Mulhouse. De lijn telt 14 stations en loopt van Coteaux naar Nouveau Bassin. De lijn loopt van oost naar west, en kent een overstap op de noord-zuid Lijn 1 op halte Porte Jeune.

## Geschiedenis
- 20 mei 2006: Lijn 2 werd, met een lengte van 6,2 km, ingehuldigd door de toenmalige president Jacques Chirac, gezamenlijk met Lijn 1. De lijn loopt van Coteaux in het westen naar Nouveau Bassin in het oosten. Het hart van het netwerk wordt het station Porte Jeune, waar de twee lijnen kruisen.
- 12 december 2010: Lijn 3 en de Tram-Train Mulhouse-Vallée de la Thur werden geopend. Deze lijnen lopen tussen Daguerre en Porte Jeune samen met Lijn 2. Het station Porte Jeune blijft hierdoor nog steeds het hart van het tramnet van Mulhouse, aangezien alle vier tramlijnen hier nu stoppen.

## Verlengingen
In 2012 zou lijn 2 worden verlengd van de halte Nouveau Bassin naar Jonquilles. De lijn kreeg hierdoor acht nieuwe stations.
Op 28 juni 2010 daarentegen besloot het stadsgewest Mulhouse tot het voor een onbepaalde tijd stilleggen van eventuele verlengingen vanwege financiële problemen.

## Kunst langs de lijn
Daniel Buren heeft de lijn van kunst voorzien, door gekleurde bogen bij de stations te plaatsen.

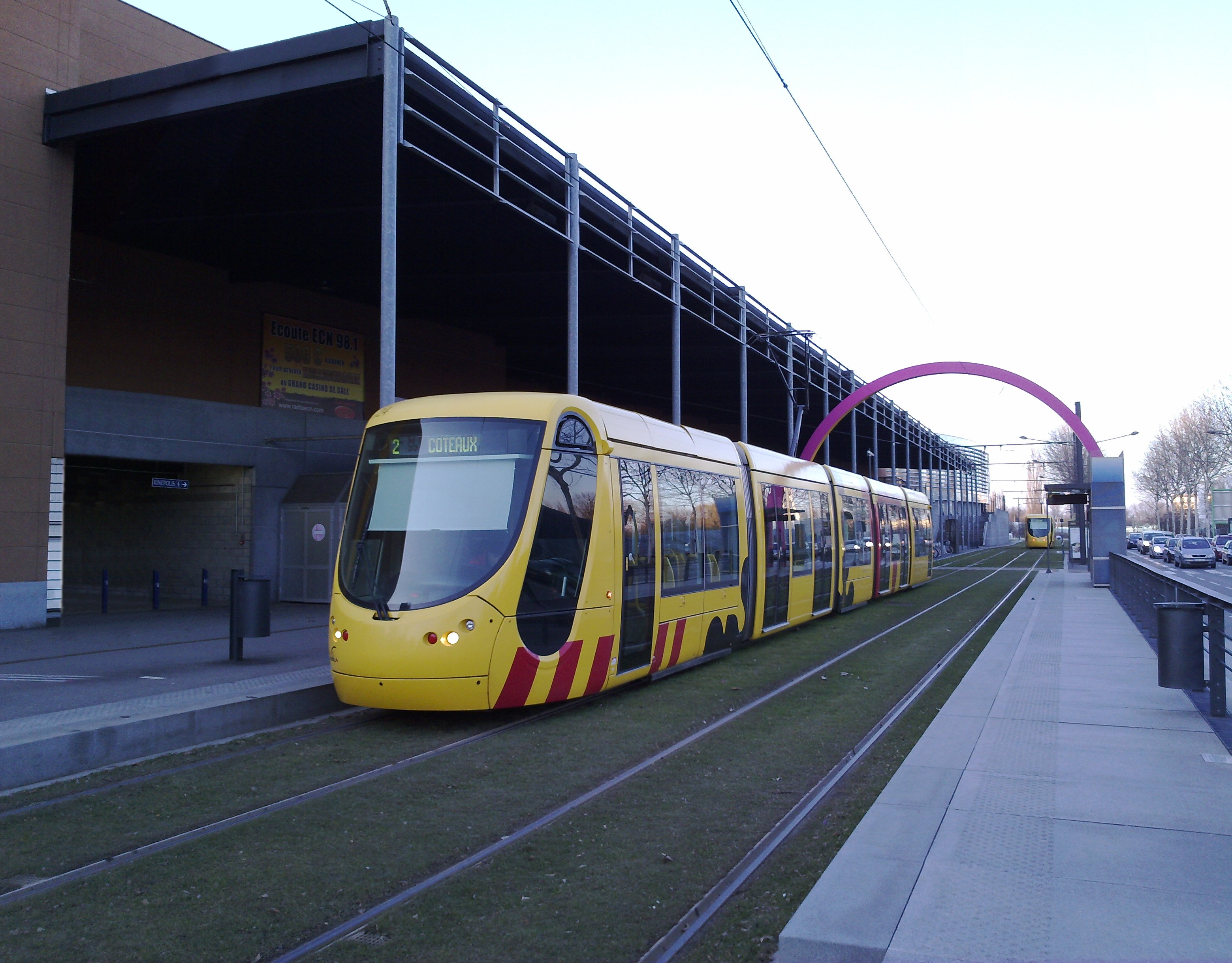
De Bogen van Buren op station Nouveau Bassin.
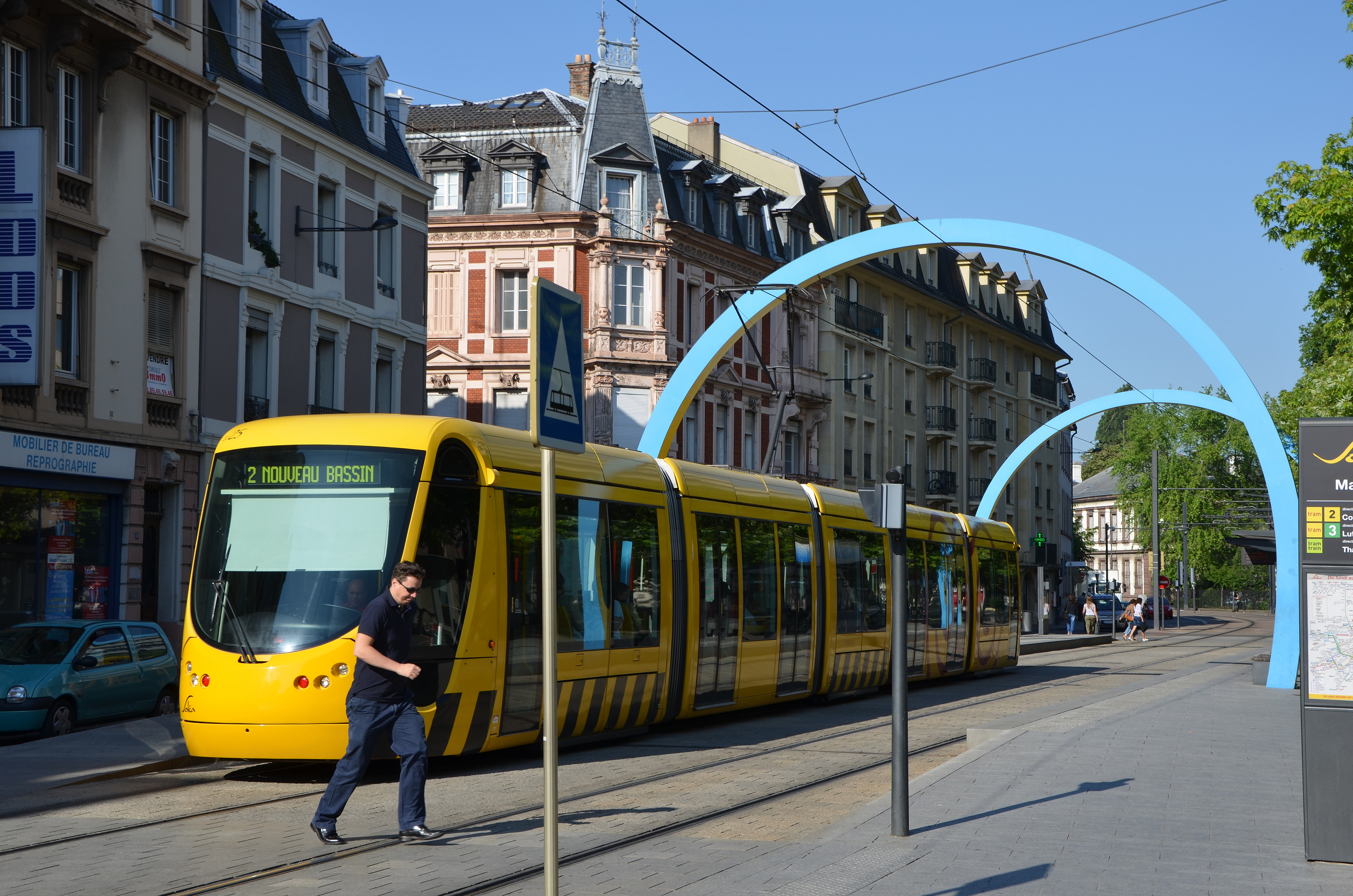
De Bogen van Buren op station Mairie.
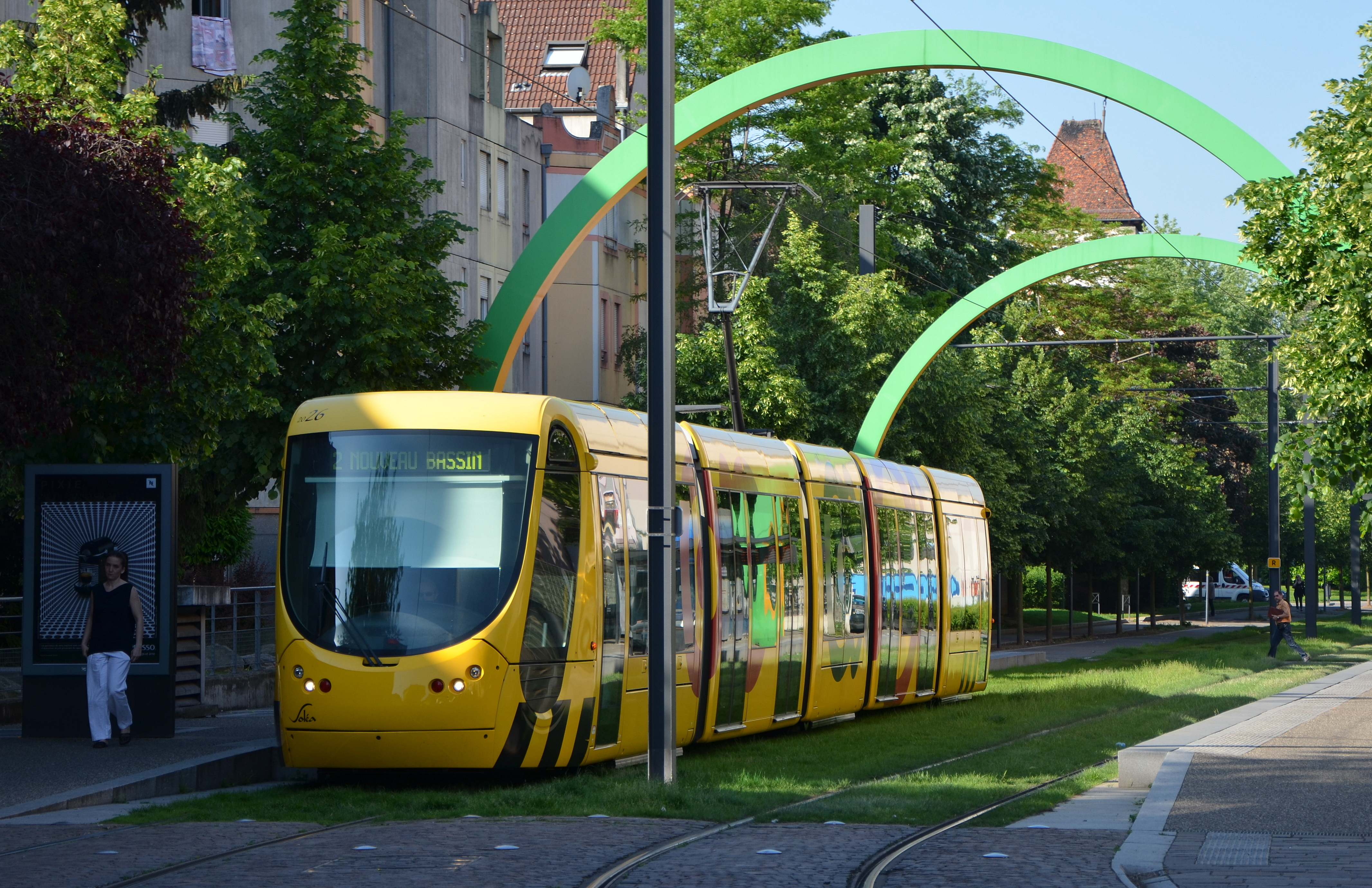
De Bogen van Buren op station Porte Haute.
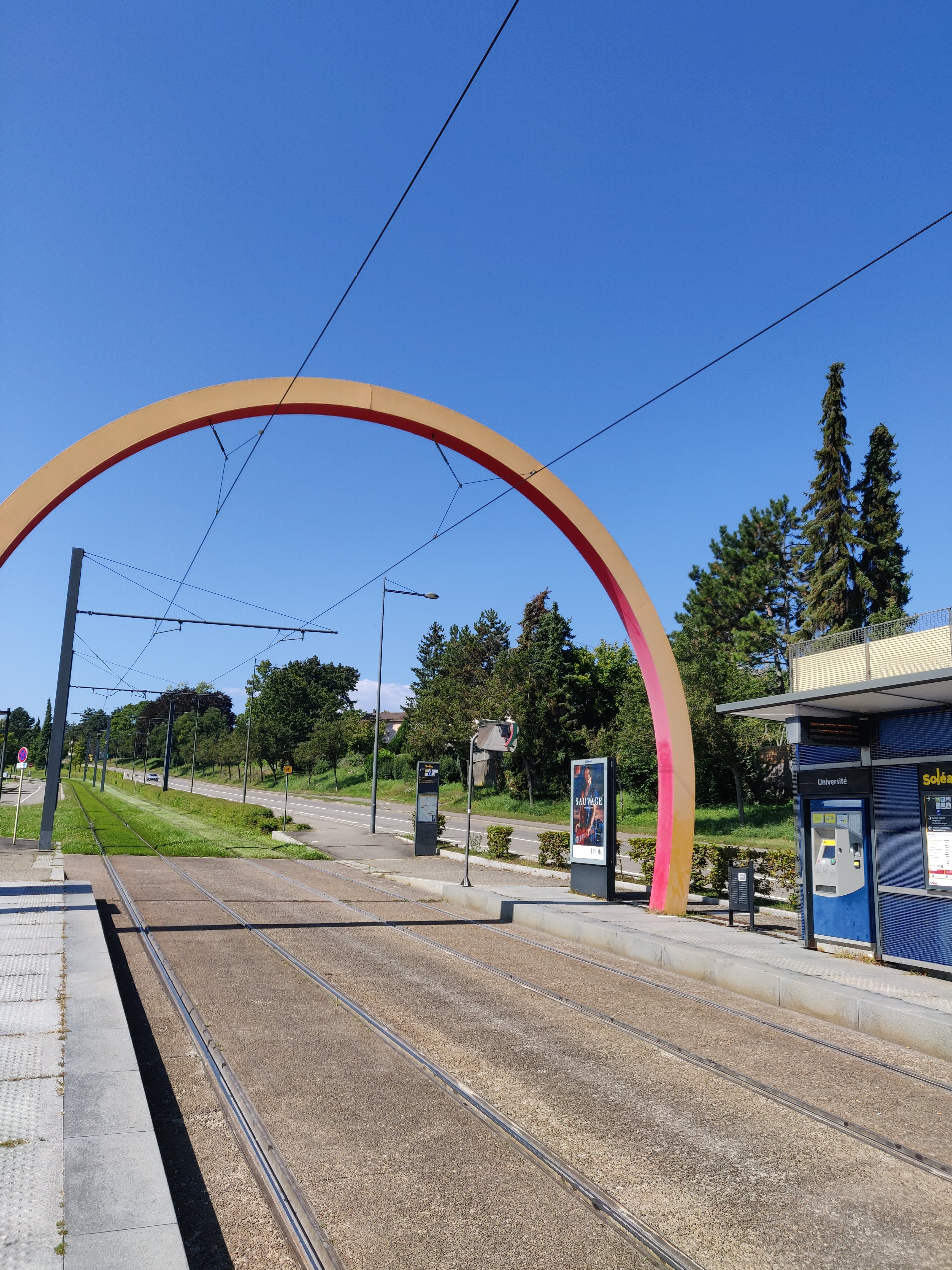
De Bogen van Buren op station Université.